# Krvavica
Krvavica je pobřežní vesnice na Makarské riviéře v Chorvatsku, která administrativně spadá pod opčinu Baška Voda. První zmínky o názvu a prvním osídleni Krvavice spadají do roku 1792. Podle sčítání lidu v roce 2001 žilo v Krvavici a Bratuši dohromady 287 obyvatel. Krvavica leží na Jadranské magistrále (silnice D8). Hlavní hospodářskou činností obyvatel je cestovní ruch. Ve vesnici se nachází přístav.